# Tempio della Fortuna Augusta
Il tempio della Fortuna Augusta è un tempio di epoca romana, sepolto durante l'eruzione del Vesuvio del 79 e ritrovato a seguito degli scavi archeologici dell'antica Pompei: era dedicato all'imperatore Augusto.

## Storia
La costruzione del Tempio della Fortuna Augusta risale al I secolo a.C., presumibilmente in un periodo compreso tra il 13 a.C., anno del termine delle campagne di conquista di Augusto ed il 2 a.C., ossia quando Marco Tullio, appartenente alla famiglia dei Tulli, la stessa dalla quale discendeva Cicerone, concluse la sua carriera politica a Pompei: la costruzione sorgeva su un terreno dello stesso Marco Tullio, il quale finanziò completamente l'opera, che venne edificata per sua volontà, come testimoniato da un'epigrafe che così narra:

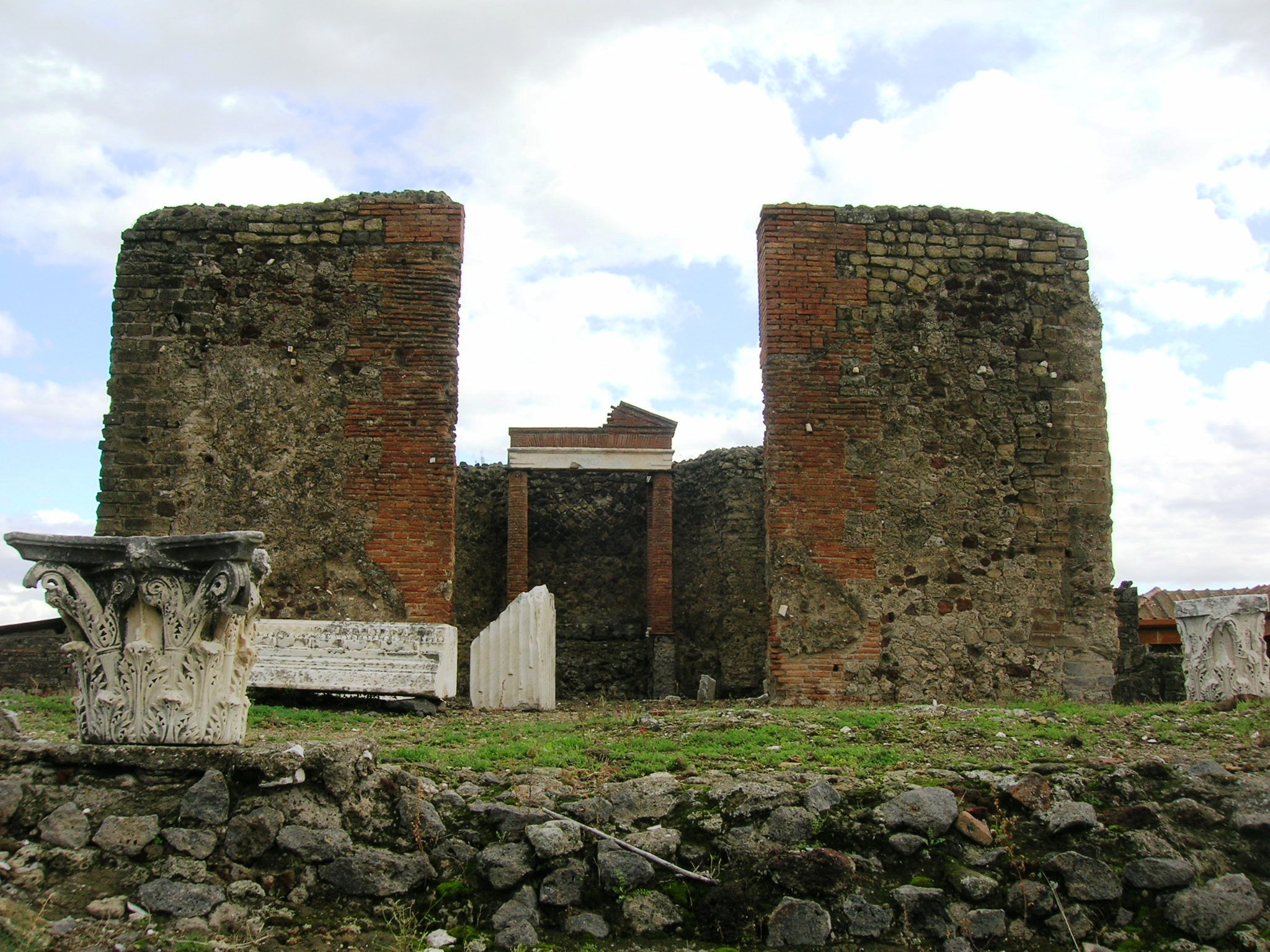
L'area del pronao e della cella

Il Tempio della Fortuna Augusta fu quindi costruito per un puro scopo politico, venendo amministrato nei primi anni da semplici schiavi: inoltre non venne posizionato all'interno del Foro, forse perché il prezzo di un terreno in quella zona era molto alto o semplicemente perché in quell'epoca non era concepito che un edificio politico potesse affacciarsi sulla piazza principale della città. Venne quindi gravemente danneggiato dal terremoto di Pompei del 62, anno in cui si ha l'ultima testimonianza, una lapide, che attesta la funzionalità, e poi sepolto sotto una coltre di ceneri e lapilli durante l'eruzione del Vesuvio del 79, mentre erano in corso probabilmente dei lavori di restauro; gli scavi archeologici voluti dai Borbone, riportarono alla luce il tempio nel 1823 ed altre esplorazioni furono effettuate nel 1826 e nel 1859, mentre un totale restauro fu eseguito nel 1908.

## Descrizione

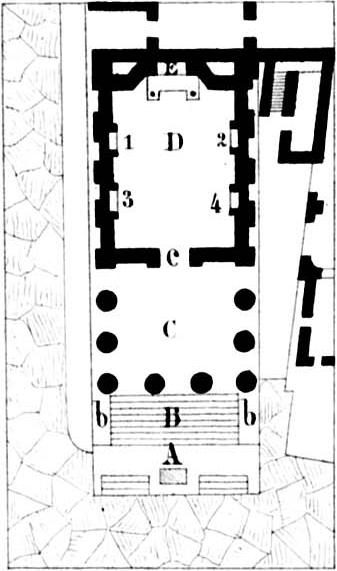
L'area del pronao e della cella

Il tempio, dalle dimensioni ridotte e simile al vicino Tempio di Giove, era completamente rivestito in marmo e lastre di pietra calcarea di cui rimangono vaghe tracce; l'accesso è consentito tramite due rampe di quattro gradini ciascuna, in origine recintate da una cancellata, che terminano su un pianerottolo sul quale è posizionato un altare, per poi proseguire con un'altra scalinata di nove gradini: questa parte della gradinata risulta essere molto rovinata rispetto alla precedente, che si pensa essere stata restaurata poco prima dell'eruzione.
Il pronao era formato da quattro colonne in marmo sulla facciata, di cui sono state rinvenute solo i capitelli in ordine corinzio e due laterali; si accede quindi alla cella, restaurata poco prima dell'eruzione, che ha sul fondo un'edicola delimitata da due lesene, all'interno della quale era posta la statua della Fortuna, conservata al museo archeologico nazionale di Napoli: l'ambiente si completa con altre quattro nicchie che contenevano altrettante statue, di cui sono stati ritrovati di due solo dei frammenti, raffiguranti probabilmente i membri della famiglia imperiale e anche lo stesso Marco Tullio, mentre altre due raffiguravano una donna, con viso abraso e un uomo, ritenuto in primo momento erroneamente Cicerone. All'interno del tempio sono state rinvenute quattro iscrizioni, ognuna dedicata all'imperatore in carica, in particolare ai cinque imperatori della dinastia giulio-claudia, eccetto per Claudio al quale furono offerte due basi in marmo da Lucio Stazio Fausto, uomo di origini servili.
Sul lato destro dell'area sacra, in un terreno di proprietà sempre di Marco Tullio, fu costruita una piccola abitazione, utilizzata dai custodi del tempio.